# Land og Folk
Land og Folk var en dansk kommunistisk tidning, utgivet av Danmarks Kommunistiske Parti (DKP) 1945-1991. Tidningen hade sitt huvudkontor i Köpenhamn.
Före det andra världskriget gav DKP ut tidningen Arbejderbladet, som illegaliserades i samband med att lagen om förbud mot kommunistiska föreningar och verksamheter trädde i kraft 22 augusti 1941. I oktober samma månad började partiet ge ut den illegala tidningen Land og Folk, som utkom en gång i månaden. Den blev ett viktigt organ i det danska motståndet mot den tyska ockupationsmakten under kriget. Efter krigsslutet 5 maj 1945 gjordes den om till en dagstidning och gick under en kort period under namnet Folkets Dagblad. Dess första chefredaktör blev Børge Houmann, som tidigare hade arbetat i redaktionen för Arbejderbladet. Under de första efterkrigsåren upplevde tidningen en stor ökning av upplagan.. Mellan 27 juni och 5 september 1945 ökade upplagan från 43 000 till 60 000. Framgångarna följde DKP, som 1945 hade fått 18 mandat (12,5 % av rösterna) i Folketinget. 
Från och med 1946 sjönk dock stödet för partiet och Land og Folks upplaga minskade därefter. Mellan 1946 och 1948 sjönk  upplagan från 40 000 till 27 000 och 1960 var antalet nere i 7 000 . Samma år tappade DKP alla sina mandat i valet till Folketinget. Partiet, och därmed tidningen, var sovjettrogna och förlorade mycket i stöd i samband med Ungernrevolten 1956. 1970 hade upplagan fallit till 5 500. Dock fick tidningen ett visst uppsving under 1970-talet, samtidigt som DKP åter tog sig in i Folketinget 1973 med 3,6 % av rösterna (6 mandat). Partiet försökte även promovera tidningen genom att årligen arrangera Land og Folk Festival i Fælledparken i Köpenhamn. I denna tillställning deltog band och artister som TV-2, Björn Afzelius och Røde Mor.
1980-talets ekonomiska och politiska förändringar i Sovjetunionen och Östeuropa innebar en än mer sjunkande uppslutning kring både DKP och Land og Folk. Beslut togs om att göra tidningen till ett organ för hela den politiska vänstern i Danmark. Det innebar också en ökad redaktionell frihet. Det gav dock inga framgångar och tidningen lades slutligen ner 1991. Det sista numret gavs ut 28 december 1990.

## Chefredaktörer
- Børge Houmann (1945-1955)
- Martin Nielsen (1955-1960)
- Villy Karlsson (1960-1970)
- Thorkild Holst (?)
- Gunnar Kanstrup (1978-1986)
- Frank Aaen (1986-1989)